# Empresas EMEL
Empresas EMEL fue un grupo distribuidor de electricidad chileno que operaba siete filiales. Creada en 1986 a partir de la adquisición, dentro del proceso de privatización, de las filiales de distribución eléctrica de ENDESA.
La empresa matriz Empresas EMEL S.A. se constituyó en 1995, a partir de la antigua EMEL (Empresa Eléctrica de Melipilla, Colchagua y Maule), pasando a crear filiales de las empresas que era propietaria. Controlada por la PPL Corporation de EE. UU. desde julio de 1999. 
En septiembre de 2007 el 95,4% de EMEL fue adquirida por el holding CGE a la estadounidense PPL (Pennsylvannia Power and Light) en 660 millones de dólares. Al momento de la compra EMEL cuenta con 596.791 clientes y más de 22.000 kilómetros en líneas de transmisión, subtransmisión y distribución.
Estas fueron con sus respectivas zonas de concesión y número de clientes regulados para el año 2005:
- Emelari (Empresa Eléctrica de Arica, I Región, 57.923)
- Eliqsa (Empresa Eléctrica de Iquique, I Región, 70.592)
- Elecda (Empresa Eléctrica de Antofagasta, II Región, 131.100)
- Emelat (Empresa Eléctrica de Atacama, III Región, 77.036)
- Emelectric (Empresa Eléctrica de Melipilla, Colchagua y Maule, creada en 1995 al formarse la empresa matriz EMEL, regiones V-RM-VI-VII-VIII, 203.536)
- Emetal (Empresa Eléctrica de Talca, creada en abril de 1998, VII Región, 19.966)

De estas empresas Emelari, Eliqsa y Elecda estaban conectadas al Sistema Interconectado del Norte Grande (SING), mientras que Emelat, Emelectric y Emetal al Sistema Interconectado Central.
- Transemel (Empresa de Transmisión Eléctrica S.A.), solo opera en el SING, y
- Esmec (Empresa de Servicios de Medida y Certificación Ltda.), dedicada la certificación y medida de medidores eléctricos.

En 2017, el grupo CGE disolvió al grupo EMEL y transformándose en una sola empresa llamada CGE.